# هيروشي أسو
هيروشي أسو (باليابانية: 麻生 浩志) (8 أبريل 1974 في غونما في اليابان – )؛ هو لاعب كرة قدم سابق كان يلعب كلاعب وسط.